# Pyrenophora graminea
Pyrenophora graminea S. Ito & Kurib. – gatunek grzybów z klasy Dothideomycetes. Grzyb mikroskopijny, pasożyt roślin.

## Systematyka i nazewnictwo
Pozycja w klasyfikacji według Index Fungorum: Pyrenophora, Pleosporaceae, Pleosporales, Pleosporomycetidae, Dothideomycetes, Pezizomycotina, Ascomycota, Fungi.
Po raz pierwszy opisali go w 1903 r. Seiya Ito i Kazue Kuribayashi w Japonii. Niektóre synonimy:
- Drechslera graminea (Rabenh.) S. Ito 1930
- Drechslera teres subsp. graminea (Rabenh.) Simay 1992
- Pyrenophora teres subsp. graminea (S. Ito & Kurib.) Simay 1992

## Morfologia i rozwój
Konidiofory w grupach po (2–) 3–5 (–6), proste lub wygięte, od jasnobrązowych do średniobrązowych, czasami o długości do 250 µm, ale zwykle znacznie krótsze, 6-9 µm szerokości, często napęczniałe u nasady do szerokości 12–16 µm. Konidia proste lub rzadko bardzo lekko zakrzywione, prawie cylindryczne, ale często najszersze w części podstawnej i lekko zwężające się ku wierzchołkowi, komórki końcowe półkuliste, prawie białoliliowe do średniozłotobrązowych, gładkie, z 1–7-pseudoseptami (40–) 50–80 (–105) x (14–) 18–20 (–22) µm, komórki zwykle o długości mniejszej od szerokości, hilum o szerokości 3-6 µm. Regularnie wytwarzane są krótkie wtórne konidiofory utworzone z komórek wierzchołkowych, a często także podstawnych i tworzące wtórne konidia.
Rozprzestrzenia się wraz z nasionami porażonych roślin, zwykle przez grzybnię w osłonce nasienia. Perytecja są rzadkie, ale z Rosji zgłaszano przypadki zimujących sklerocjów na resztkach pożniwnych. Wtórne zakażenie konidiami następuje tylko w przypadku zakażenia kwiatów i ma znaczenie tylko wtedy, gdy później dojdzie do skażenia nasion.

## Występowanie
Gatunek szeroko rozpowszechniony, występuje na Nowej Zelandii i na wszystkich kontynentach poza Antarktydą i Ameryką Południową, także w Polsce. Grzyb pasożytniczy, wśród roślin uprawnych powodujący chorobę jęczmienia (Hordeum) o nazwie pasiastość liści jęczmienia, sporadycznie występuje także na owsie, pszenicy i życie.